# 現在の君主の一覧
本記事では、現在の君主の一覧（げんざいのくんしゅのいちらん）を示す。

## 独立国における一覧
以下の一覧は、国際連合加盟国・国際連合総会オブザーバーにおける君主を即位順に記載したものである。イギリスの君主は英連邦王国諸国の王位も兼ねているため、イギリスを除く14ヶ国については別表で記載する。また、アフガニスタンのほぼ全域を実効支配しているアフガニスタン・イスラム首長国については国際連合の代表権を保持している政府ではないため、ここでは紹介しない。
内訳は国王が20名（うちマリクが4名、スルターンが2名）、天皇が1名（議論はあるが、ここでは君主として扱う）、教皇が1名、アミール（首長）が2名、大公が1名、公が4名（アンドラの共同公であるフランス大統領とウルヘル司教を含む）、大統領が1名、オ・レ・アオ・オ・レ・マーロー（サモア独立国元首）が1名の計31名が在位している。
敬称については国王、天皇については「陛下」が用いられる。大公、公については「殿下」が用いられ、ローマ教皇については「台下」、オ・レ・アオ・オ・レ・マーローについては2024年時点では、日本外務省においては「閣下」が用いられている。また、アラブ首長国連邦大統領（アブダビ首長国首長の敬称「殿下」）、アンドラの共同公（フランス大統領は「閣下」、ウルヘル司教は「猊下」）など、兼摂している職位の敬称が優先されることもある。
| 肖像 | 君主名                               | 国名               | 君主号                         | 年齢 | 即位年月日     | 政体                     | 地域       |
| ---- | ------------------------------------ | ------------------ | ------------------------------ | ---- | -------------- | ------------------------ | ---------- |
|      | ハサナル・ボルキア                   | ブルネイ           | 国王（スルターン）             | 78歳 | 1967年10月4日  | 立憲君主制               | アジア     |
|      | カール16世グスタフ                   | スウェーデン       | 国王                           | 79歳 | 1973年9月15日  | 立憲君主制（象徴君主制） | ヨーロッパ |
|      | ムスワティ3世                        | エスワティニ       | 国王                           | 57歳 | 1986年4月25日  | 絶対君主制               | アフリカ   |
|      | ハンス・アダム2世                    | リヒテンシュタイン | 公                             | 80歳 | 1989年11月13日 | 立憲君主制               | ヨーロッパ |
|      | ハーラル5世                          | ノルウェー         | 国王                           | 88歳 | 1991年1月17日  | 立憲君主制               | ヨーロッパ |
|      | レツィエ3世                          | レソト             | 国王                           | 61歳 | 1996年2月7日   | 立憲君主制               | アフリカ   |
|      | アブドゥッラー2世                    | ヨルダン           | 国王（マリク）                 | 63歳 | 1999年2月7日   | 立憲君主制               | アジア     |
|      | ハマド                               | バーレーン         | 国王（マリク）                 | 74歳 | 1999年3月6日   | 立憲君主制               | アジア     |
|      | ムハンマド6世                        | モロッコ           | 国王（マリク）                 | 61歳 | 1999年7月23日  | 立憲君主制               | アフリカ   |
|      | アンリ                               | ルクセンブルク     | 大公                           | 70歳 | 2000年10月7日  | 立憲君主制               | ヨーロッパ |
|      | ノロドム・シハモニ                   | カンボジア         | 国王                           | 72歳 | 2004年10月29日 | 立憲君主制               | アジア     |
|      | アルベール2世                        | モナコ             | 公                             | 67歳 | 2005年4月6日   | 立憲君主制               | ヨーロッパ |
|      | ジグミ・ケサル・ナムゲル・ワンチュク | ブータン           | 国王（龍王）                   | 45歳 | 2006年12月14日 | 立憲君主制               | アジア     |
|      | トゥポウ6世                          | トンガ             | 国王                           | 65歳 | 2012年3月18日  | 立憲君主制               | オセアニア |
|      | ウィレム＝アレクサンダー             | オランダ           | 国王                           | 58歳 | 2013年4月30日  | 立憲君主制               | ヨーロッパ |
|      | タミーム                             | カタール           | 首長（アミール）               | 45歳 | 2013年6月25日  | 半絶対君主制             | アジア     |
|      | フィリップ                           | ベルギー           | 国王                           | 65歳 | 2013年7月21日  | 立憲君主制               | ヨーロッパ |
|      | フェリペ6世                          | スペイン           | 国王                           | 57歳 | 2014年6月19日  | 立憲君主制（議会君主制） | ヨーロッパ |
|      | サルマーン                           | サウジアラビア     | 国王（マリク）                 | 89歳 | 2015年1月23日  | 絶対君主制               | アジア     |
|      | ラーマ10世                           | タイ               | 国王                           | 72歳 | 2016年10月13日 | 立憲君主制               | アジア     |
|      | エマニュエル・マクロン               | アンドラ           | 共同公（フランス大統領）       | 47歳 | 2017年5月14日  | 立憲君主制               | ヨーロッパ |
|      | スアラウヴィ2世                      | サモア             | オ・レ・アオ・オ・レ・マーロー | 78歳 | 2017年7月20日  | 議論あり                 | オセアニア |
|      | 徳仁                                 | 日本               | 天皇                           | 65歳 | 2019年5月1日   | 象徴天皇制               | アジア     |
|      | ハイサム                             | オマーン           | 国王（スルターン）             | 70歳 | 2020年1月11日  | 絶対君主制               | アジア     |
|      | ムハンマド                           | アラブ首長国連邦   | 大統領                         | 64歳 | 2022年5月14日  | 絶対君主制               | アジア     |
|      | チャールズ3世                        | イギリス           | 国王                           | 76歳 | 2022年9月8日   | 立憲君主制               | ヨーロッパ |
|      | ミシュアル                           | クウェート         | 首長（アミール）               | 84歳 | 2023年12月16日 | 半絶対君主制             | アジア     |
|      | フレゼリク10世                       | デンマーク         | 国王                           | 57歳 | 2024年1月14日  | 立憲君主制               | ヨーロッパ |
|      | イブラヒム                           | マレーシア         | 国王（アゴン）                 | 66歳 | 2024年1月31日  | 立憲君主制               | アジア     |
|      | レオ14世                             | バチカン           | 教皇                           | 69歳 | 2025年5月8日   | 絶対君主制               | ヨーロッパ |
|      | ジョゼップ＝ルイス                   | アンドラ           | 共同公（ウルヘル司教）         | 48歳 | 2025年5月31日  | 立憲君主制               | ヨーロッパ |

### イギリスの君主を自国の君主とする国家
イギリスの君主と同一人物を君主とする（英連邦王国）独立国の一覧は以下の通りである。いずれの国も立憲君主制国家であり、イギリスの君主の統治権は形式的なものである。敬称はいずれも陛下となる。
| 国名                             | 当該国におけるチャールズ3世の称号 |
| -------------------------------- | --- |
| アンティグア・バーブーダ         | Charles the Third, by the Grace of God, King of Antigua and Barbuda and of Her other Realms and Territories, Head of the Commonwealth 神の恩寵による、アンティグア・バーブーダならびに他のレルムや領域の国王、コモンウェルス首長、チャールズ3世 アンティグア・バーブーダ国王 |
| オーストラリア                   | Charles the Third, by the Grace of God, King of Australia and Her other Realms and Territories, Head of the Commonwealth 神の恩寵による、オーストラリアならびに他のレルムや領域の国王、コモンウェルス首長、チャールズ3世 オーストラリア国王 |
| バハマ                           | Charles the Third, by the Grace of God, King of the Commonwealth of the Bahamas and of Her other Realms and Territories, Head of the Commonwealth 神の恩寵による、バハマならびに他のレルムや領域の国王、コモンウェルス首長、チャールズ3世 バハマ国王 |
| ベリーズ                         | Charles the Third, by the Grace of God, King of Belize and of Her Other Realms and Territories, Head of the Commonwealth 神の恩寵による、ベリーズならびに他のレルムや領域の国王、コモンウェルス首長、チャールズ3世 ベリーズ国王 |
| カナダ                           | Charles the Third, by the Grace of God, of the United Kingdom, Canada and Her other Realms and Territories King, Head of the Commonwealth, Defender of the Faith フランス語: Charles Trois, par la grâce de Dieu Roi du Royaume-Uni, du Canada et de ses autres royaumes et territoires, Chef du Commonwealth, Défenseur de la Foi 神の恩寵による、連合王国、カナダならびに他のレルムや領域の国王、コモンウェルス首長、信仰の擁護者、チャールズ3世 カナダ国王 |
| グレナダ                         | Charles the Third, by the Grace of God, King of the United Kingdom of Great Britain and Northern Ireland and of Grenada and Her other Realms and Territories, Head of the Commonwealth 神の恩寵による、グレートブリテンおよび北アイルランド連合王国、グレナダならびに他のレルムや領域の国王、コモンウェルス首長、チャールズ3世 グレナダ国王 |
| ジャマイカ                       | Charles the Third, by the Grace of God, King of Jamaica and of Her other Realms and Territories, Head of the Commonwealth 神の恩寵による、ジャマイカならびに他のレルムや領域の国王、コモンウェルス首長、チャールズ3世 ジャマイカ国王 |
| ニュージーランド                 | Charles the Third, by the Grace of God, King of New Zealand and Her Other Realms and Territories, Head of the Commonwealth, Defender of the Faith 神の恩寵による、ニュージーランドならびに他のレルムや領域の国王、コモンウェルス首長、信仰の擁護者、チャールズ3世 ニュージーランド国王 |
| パプアニューギニア               | Charles the Third, King of Papua New Guinea and of Her other Realms and Territories, Head of the Commonwealth パプアニューギニアならびに他のレルムや領域の国王、コモンウェルス首長、チャールズ3世 パプアニューギニア国王 |
| セントクリストファー・ネイビス   | Charles the Third, by the Grace of God, King of Saint Christopher and Nevis and of Her other Realms and Territories, Head of the Commonwealth 神の恩寵による、セントクリストファー・ネイビスならびに他のレルムや領域の国王、コモンウェルス首長、チャールズ3世 セントクリストファー・ネイビス国王 |
| セントルシア                     | Charles the Third, by the Grace of God, King of Saint Lucia and of Her other Realms and Territories, Head of the Commonwealth 神の恩寵による、セントルシアならびに他のレルムや領域の国王、コモンウェルス首長、チャールズ3世 セントルシア国王 |
| セントビンセント・グレナディーン | Charles the Third, by the Grace of God, King of Saint Vincent and the Grenadines and of Her other Realms and Territories, Head of the Commonwealth 神の恩寵による、セントビンセント・グレナディーンならびに他のレルムや領域の国王、コモンウェルス首長、チャールズ3世 セントビンセント・グレナディーン国王 |
| ソロモン諸島                     | Charles the Third, by the Grace of God, King of the Solomon Islands and of Her other Realms and Territories, Head of the Commonwealth 神の恩寵による、ソロモン諸島ならびに他のレルムや領域の国王、コモンウェルス首長、チャールズ3世 ソロモン諸島国王 |
| ツバル                           | Charles the Third, by the Grace of God, King of Tuvalu and of Her Other Realms and Territories, Head of the Commonwealth 神の恩寵による、ツバルならびに他のレルムや領域の国王、コモンウェルス首長、チャールズ3世 ツバル国王 |

## その他の君主

### 国家構成領邦の君主
かつてのドイツ帝国における領邦君主や、インド・ビルマにおける藩王国のマハーラージャなど、独立国家内にも、領邦を持つ君主が存在する場合がある。
アラブ首長国連邦を構成する7つの首長国にはそれぞれ首長（アミール）が存在し、各国家内での強い統治権力を持っている。マレーシアでは9つの州に君主が存在し、国王を互選で選出するが、各州において君主はマレーシア憲法160条により、「当該州の憲法に従い統治者の機能を持つ」と認められている。またヌグリ・スンビラン州にはウンダンと呼ばれる伝統的首長がおり、州の王を互選で選出する制度を持っている。これは現在のマレーシア国王選出制度と同じものである。ウンダンもマレーシア憲法160条により、統治者と認められている。
デンマーク領のフェロー諸島とグリーンランドは自治領であるが、本国であるデンマークと対等の存在であり、独自の外交権を持つなど特殊な地位を占めている。これらの地域は同君連合という形でデンマーク王を君主としている。またイギリスにおいてスコットランド・ウェールズ・北アイルランドは個別の議会を持ち、それぞれイギリスの君主である「連合王国国王」を君主とする。

#### 独自の君主を持つ国家構成領邦
| 国               | 構成領邦名               | 君主                                               | 称号                                                        |
| ---------------- | ------------------------ | -------------------------------------------------- | ----------------------------------------------------------- |
| アラブ首長国連邦 | アブダビ                 | ムハンマド・ビン・ザイード                         | アミール                                                    |
| アラブ首長国連邦 | アジュマーン             | フマイド・ビン・ラーシド・アル＝ヌアイミー3世      | ハーキム                                                    |
| アラブ首長国連邦 | フジャイラ               | ハマド・ビン・ムハンマド・アッ＝シャルキー         | ハーキム                                                    |
| アラブ首長国連邦 | シャールジャ             | スルターン・ビン・ムハンマド・アル＝カースィミー   | ハーキム                                                    |
| アラブ首長国連邦 | ドバイ                   | ムハンマド・ビン・ラーシド・アール・マクトゥーム   | アミール                                                    |
| アラブ首長国連邦 | ラアス・アル＝ハイマ     | サウード・ビン・サクル・アル＝カースィミー         | ハーキム                                                    |
| アラブ首長国連邦 | ウンム・アル＝カイワイン | サウード・ビン・ラーシド・アル＝ムアッラー         | ハーキム                                                    |
| マレーシア       | ジョホール州             | イブラヒム・イスカンダル                           | スルターン                                                  |
| マレーシア       | ケダ州                   | サールフッディーン                                 | スルターン                                                  |
| マレーシア       | クランタン州             | ムハンマド5世                                      | スルターン                                                  |
| マレーシア       | パハン州                 | アブドゥラ                                         | スルターン                                                  |
| マレーシア       | ペラ州                   | ナズリン・シャー                                   | スルターン                                                  |
| マレーシア       | セランゴール州           | シャラフディン                                     | スルターン                                                  |
| マレーシア       | トレンガヌ州             | ミザン・ザイナル・アビディン                       | スルターン                                                  |
| マレーシア       | ヌグリ・スンビラン州     | ムフリズ                                           | ヤン・ディ＝ペルトゥアン・ベサール（Yang di-Pertuan Besar） |
| マレーシア       | プルリス州               | サイドシラジュディン・サイドプトラ・ジャマルライル | ラージャ                                                    |
| インドネシア     | ジョグジャカルタ特別州   | ハメンクブウォノ10世                               | 知事                                                        |

### 特殊な地位の地域における君主
基本的には君主国が持つ海外領土・自治領においては、本国と同じ形で君主を持つ。
チャンネル諸島やマン島は、独立した国家とはみなされていないが、イギリス国家の構成部分ではなく、自治権を持ったイギリスの王室属領である。これらの国の君主はイギリスの君主であるが「イギリス国王」としての統治ではない。公式な称号としては、マン島においては「マン島領主たる王/女王（King, Lord of Man、Queen, Lord of Man）」と呼ばれている。チャンネル諸島においては「ノルマンディー公たる王/女王（Duck of Normandy,Our King、Duck of Normandy,Our Queen）」となる。
ニウエおよびクック諸島は、複数の国家が国家承認を行っている国であるが国際連合に非加盟である。両国はニュージーランドと自由連合関係にあるニュージーランド王国を形成しており、君主はニュージーランド国王としてのイギリスの君主が兼ねている。
ターリバーンによって2021年8月15日に成立が宣言された「アフガニスタン・イスラム首長国」は、アフガニスタンのほぼ全域を実効支配している政権であり、ターリバーンのアミール・アル＝ムウミニーン（信徒の長）であるハイバトゥラー・アクンザダは最高指導者として事実上の君主的な地位にある。ただし、この政権は国際的に承認されておらず、国際連合ではアフガニスタン・イスラム共和国政府が代表権を保持している。

### 国家内の集団の君主

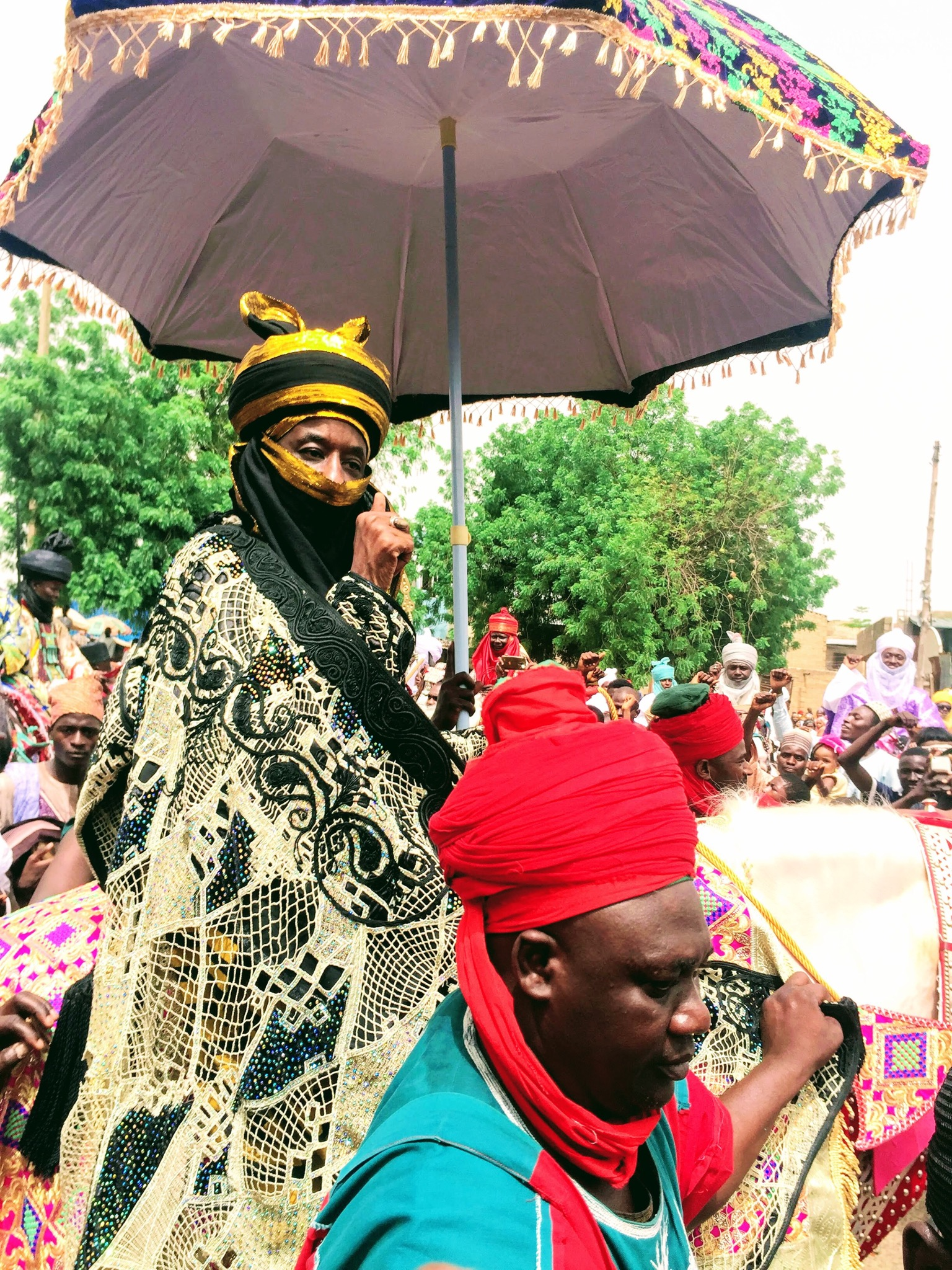
カノ首長（Emir of Kano）は、ナイジェリア北部のイスラム教徒の間で、ソコト皇帝に次ぐ権威を有している

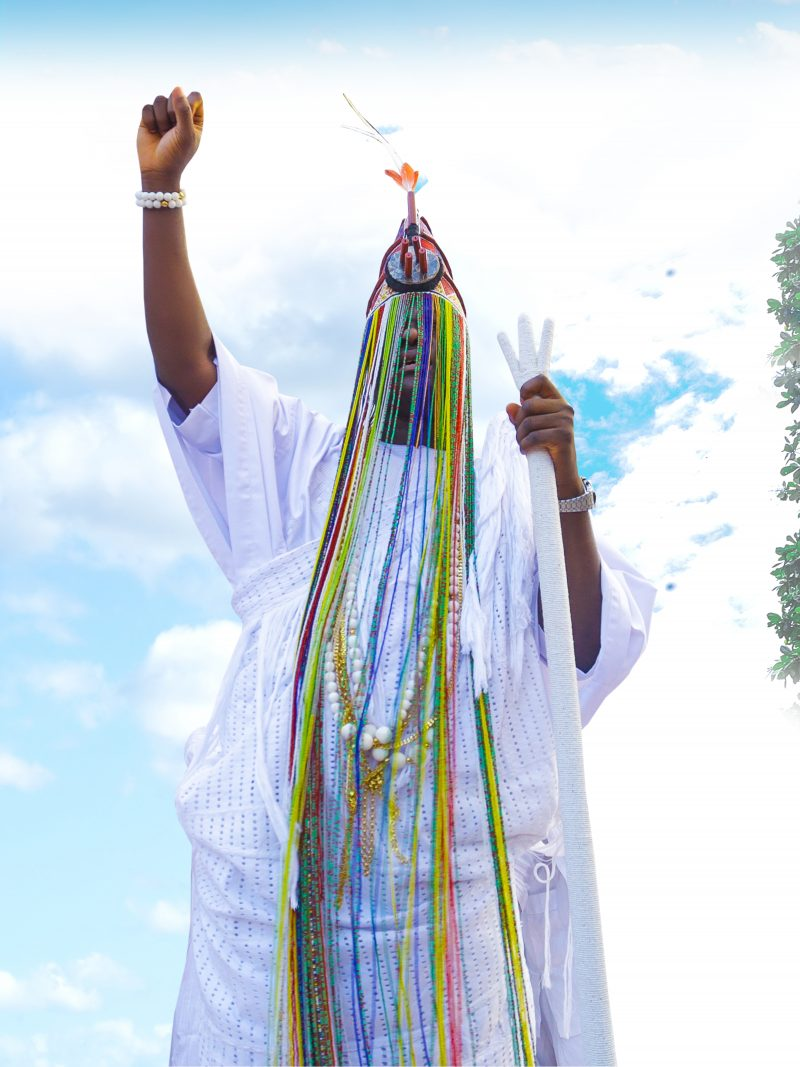
有力なナイジェリア伝統的君主の一人、イフェ王（Ooni of Ife）

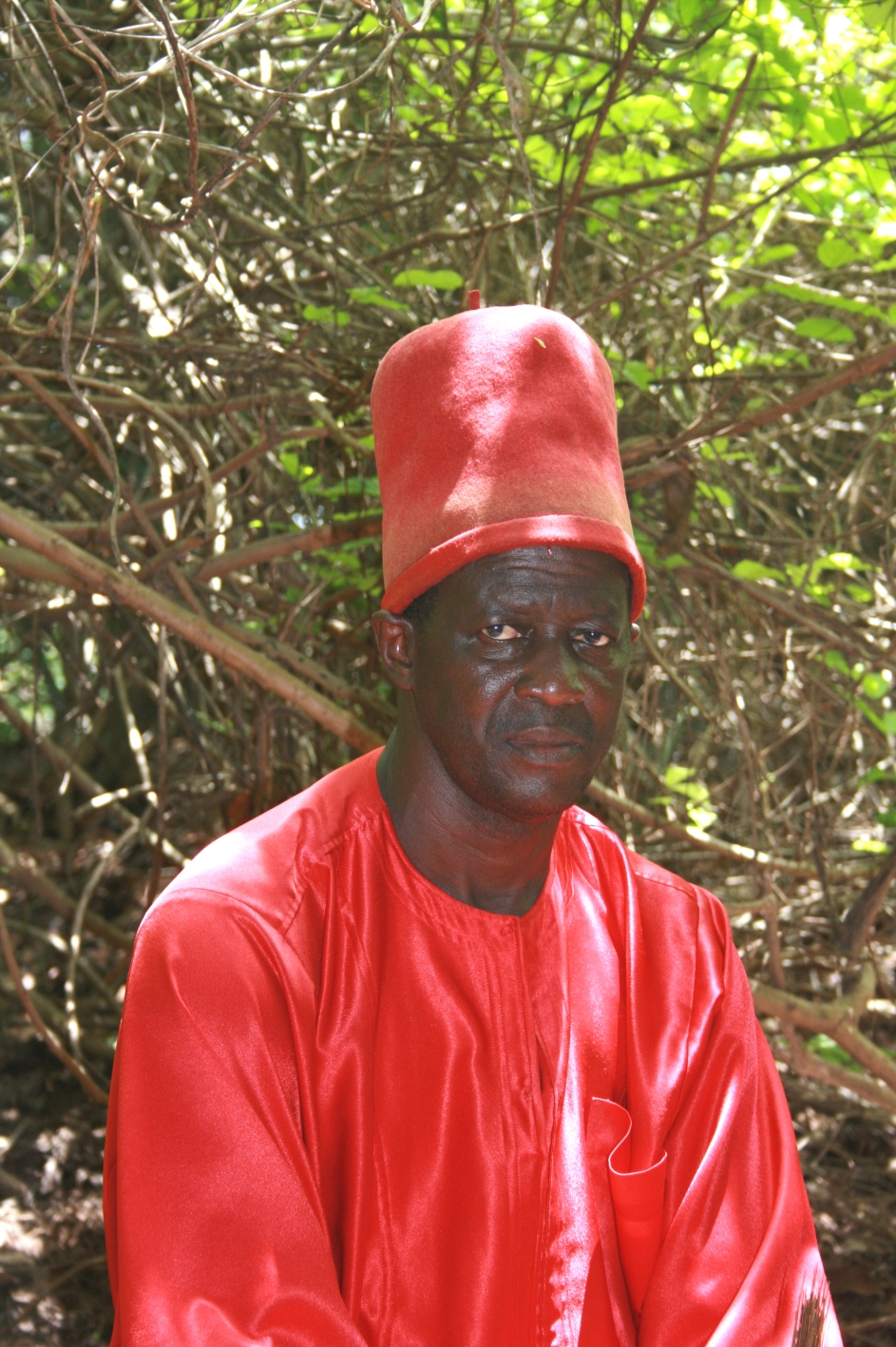
セネガル国内のアニミズムの王国ウスイでは、精霊との交信者とされる王だけが赤い服を着る。

フランスの海外準県であるウォリス・フツナでは、ウヴェア王国、アロ王国、シガヴェ王国の諸王が法的存在として認められている。
ウガンダには、トロ王国、ブニョロ王国、ブガンダ王国、ブソガ王国の伝統的な地方王国が存在している。これらはウガンダの法的な行政区分ではないが、1967年に一度廃止されたものが1990年代に復活したものであり、諸王は「文化的指導者」と位置づけられ、政治的な力を持たない儀礼的な存在となっている。2008年には、廃止以前には存在していなかったルウェンズルル王国が共和国政府の承認を受けて新設された。
ガーナには、絶大な影響力を有するアシャンティ王などがいる。
カメルーンには、「フォン」という称号の酋長（王）が数多くいる。
ナイジェリアには、ソコト皇帝やンネウィ王、ベニン王やラゴス王、ボニー王やワリ王など、数多くの伝統的君主が存在する。
マラウイには、トゥンブカ族の大首長家であるチクラマイェンベ朝などの伝統的君主がいる。
南アフリカ共和国においては、ズールー王室や雨の女王などの伝統的君主が政治的存在として公認されている。
南米・ボリビアには、アフリカ系ボリビア人の間で尊敬を集めているアフロ・ボリビア王室が存在し、2007年に共和国政府から部族王として公認を受けている。この王家は、奴隷として連行されてきたアフリカの王族が、アフリカ出身奴隷たちの間で丁重に扱われたのが始まりだとされる。
オーストリアの旧帝室であるハプスブルク家は今でも各国政府から各国君主と同等の待遇を受けている。
エチオピアでは法律上は帝位は存在しないが、帝室当主のゼラ・ヤコブ氏が称号上、形式的に皇帝を名乗っている。詳細はエチオピア帝室評議会やゼラ・ヤコブを参照されたい。
また国家から公認された地位ではないが、特定の民族・部族の間で「王」としての権威を有する者も存在する。ニュージーランドのマオリ族におけるマオリ王などがその例である。2008年まで存続したムスタン王国の首都ローマンタンの人々は、今なお旧王家に対し尊崇の念を抱き続けている。ローマンタンの文化によると、王とは祭りを開催する許可を与える存在であり、人々は今日でも旧王家の裁可を得ることなしに祭りを行わない。
モンテネグロでは、2011年7月12日にペトロヴィチ＝ニェゴシュ王朝の子孫の地位に関する法律が制定され、旧王家が政府代表として儀礼的役割を果たすことが認められたが、これは国家によってモンテネグロ、もしくはその中の領邦等の君主として承認を受けたものではない。

### 称号としての君主
ヨーロッパでは、複数の君主号を兼ねる伝統があり、スペイン国王が兼ねるアラゴン王、カスティーリャ王のように、統治域内の領土の君主号を別に持つことがある。また同様にスペイン国王が持つエルサレム王のように主権を持たないものも存在する。また旧王家の末裔がこうした君主号を儀礼的に称する事も行われている。またジャコバイトの王のように、本人の意志とは関係なく支持者によって君主とされることもある。

### ミクロネーションの君主
これらの君主とは別に、いわゆる「自称国家・政権（ミクロネーション）」にも君主を名乗る者が存在する。